# Coupe d'Angleterre de football 1926-1927
Navigation
Coupe d'Angleterre 1925-1926 Coupe d'Angleterre 1927-1928
La Coupe d'Angleterre de football 1926-1927 est la 52e édition de la Coupe d'Angleterre de football. 
Le club gallois de Cardiff City bat Arsenal en finale sur le score de 1 à 0. C'est la première fois qu'un club du pays de Galles remporte la compétition.

## Premier tour
Les matches du premier tour ont lieu le 27 novembre 1926. Ils opposent les 25 équipes de non-league qui ont franchi les tours préliminaires, les 40 équipes de troisième division (Nord et Sud), ainsi que 8 équipes supplémentaires de non-league, 2 équipes de deuxième division (Reading et Grimsby Town) et une équipe amateur (Northern Nomads), pour un total de 76 équipes.
- Chesterfield 2 – 1 Mexborough Athletic
- Clapton 1 – 1 Brentford
  - Match rejoué le 1er décembre : Brentford 7 – 3 Clapton
- Bournemouth 1 – 1 Swindon Town
  - Match rejoué le 29 novembre : Swindon Town 3 – 4 Bournemouth
- Barking 0 – 0 Gillingham
  - Match rejoué le 1er décembre : Gillingham 2 – 0 Barking
- Nelson 4 – 1 Stockport County
- Watford 10 – 1 Lowestoft Town
- Reading 4 – 4 Weymouth
  - Match rejoué le 1er décembre : Reading 5 – 0 Weymouth
- Walsall 1 – 0 Bradford Park Avenue
- Woking 1 – 3 Charlton Athletic
- Chatham 3 – 1 St Albans City
- Grimsby Town 3 – 2 Halifax Town
- Crewe Alexandra 4 – 1 Northern Nomads
- Lincoln City 2 – 0 Rotherham United
- Luton Town 4 – 2 London Caledonians
- Boston United 1 – 1 Northampton Town
  - Match rejoué le 2 décembre : Northampton Town 2 – 1 Boston United
- Stockton 1 – 2 Ashington
- Doncaster Rovers 3 – 0 Desborough Town
- Wrexham 1 – 1 New Brighton
  - Match rejoué le 1er décembre : New Brighton 2 – 2 Wrexham
    - Match rejoué le 6 décembre : Wrexham 3 – 1 New Brighton
- Bishop Auckland 0 – 1 Bedlington United
- Poole 1 – 0 Newport County
- Sittingbourne 1 – 3 Northfleet United
- Wellington Town 1 – 2 Mansfield Town
- Accrington Stanley 4 – 3 Rochdale
- Brighton & Hove Albion 3 – 0 Barnet
- Carlisle United 6 – 2 Hartlepool United
- Nunhead 9 – Kingstonian
- Crystal Palace 0 – 0 Norwich City
  - Match rejoué le 1er décembre : Norwich City 1 – 0 Crystal Palace
- Annfield Plain 2 – 4 Chilton Colliery Recreation
- Exeter City 3 – 0 Aberdare Athletic
- Merthyr Town 0 – 2 Bristol City
- Southport 1 – 1 Tranmere Rovers
  - Match rejoué le 2 décembre : Tranmere Rovers 1 – 2 Southport
- Dulwich Hamlet 1 – 4 Southend United
- Torquay United 1 – 1 Bristol Rovers
- Match rejoué le 1er décembre : Bristol Rovers 1 – 0 Torquay United
- Workington 1 – 2 Crook Town
- Wigan Borough 2 – 2 Barrow
  - Match rejoué le 6 décembre : Barrow 0 – 1 Wigan Borough
- York City 4 – Worksop Town
- Rhyl Athletic 1 – 1 Stoke City
  - Match rejoué le 2 décembre : Stoke City 1 – 1 Rhyl Athletic
    - Match rejoué le 6 décembre : Rhyl Athletic 2 – 1 Stoke City
- Kettering Town 2 – 3 Coventry City

## Deuxième tour
Les matches du deuxième tour ont lieu le 11 décembre 1926.
- Ashington 2 – 1 Nelson
- Bristol City 1 – 1 Bournemouth
  - Match rejoué le 15 décembre : Bournemouth 2 – 0 Bristol City
- Watford 0 – 1 Brighton & Hove Albion
- Reading 3 – 2 Southend United
- Walsall 2 – 0 Mansfield Town
- Gillingham 1 – 1 Brentford
  - Match rejoué le 15 décembre : Brentford 1 – 0 Gillingham
- Grimsby Town 2 – 1 York City
- Crewe Alexandra 4 – 1 Wigan Borough
- Luton Town 6 – 2 Northfleet United
- Doncaster Rovers 0 – 1 Chesterfield
- Bristol Rovers 4 – 1 Charlton Athletic
- Coventry City 1 – 1 Lincoln City
  - Match rejoué le 15 décembre : Lincoln City 2 – 1 Coventry City
- Norwich City 5 – 0 Chatham
- Carlisle United 4 – 0 Bedlington United
- Nunhead 1 – 2 Poole
- Exeter City 1 – 0 Northampton Town
- Southport 2 – 0 Crook Town
- Rhyl Athletic 3 – 1 Wrexham
- Chilton Colliery Recreation 0 – 3 Accrington Stanley

## Troisième tour
Les matches du troisième tour ont lieu le 8 janvier 1927. Les 19 équipes qui ont franchi le deuxième tour sont rejoints par 42 équipes de première et deuxième division, ainsi que 2 équipes de troisième division (Millwall et Plymouth Argyle) et une équipe amateur (Corinthian), pour un total de 64 équipes.
- Ashington 0 – 2 Nottingham Forest
- Birmingham 4 – 1 Manchester City
- Blackpool 1 – 3 Bolton Wanderers
- Darlington 2 – 1 Rhyl Athletic
- Bournemouth 1 – 1 Liverpool
  - Match rejoué le 12 janvier : Liverpool 4 – 1 Bournemouth
- Burnley 3 – 1 Grimsby Town
- South Shields 3 – 1 Plymouth Argyle
- Southampton 3 – 0 Norwich City
- Reading 1 – 1 Manchester United
  - Match rejoué le 12 janvier : Manchester United 2 – 2 Reading
    - Match rejoué le 17 janvier : Reading 2 – 1 Manchester United
- Walsall 0 – 4 Corinthian
- Sheffield Wednesday 2 – 0 Brighton & Hove Albion
- Middlesbrough 5 – 3 Leicester City
- Lincoln City 2 – 4 Preston North End
- Everton 3 – 1 Poole
- Sheffield United 2 – 3 Arsenal
- Newcastle United 8 – 1 Notts County
- Fulham 4 – 3 Chesterfield
- Barnsley 6 – 1 Crewe Alexandra
- Bristol Rovers 3 – 3 Portsmouth
  - Match rejoué le 12 janvier : Portsmouth 4 – 0 Bristol Rovers
- West Ham United 3 – 2 Tottenham Hotspur
- Bradford City 2 – 6 Derby County
- Millwall 3 – 1 Huddersfield Town
- Hull City 2 – 1 West Bromwich Albion
- Carlisle United 0 – 2 Wolverhampton Wanderers
- Clapton Orient 1 – 1 Port Vale
  - Match rejoué le 12 janvier : Port Vale 5 – 1 Clapton Orient
- Oldham Athletic 2 – 4 Brentford
- Chelsea 4 – 0 Luton Town
- Exeter City 0 – 2 Accrington Stanley
- Cardiff City 2 – 1 Aston Villa
- Swansea Town 4 – 1 Bury
- Southport 2 – 0 Blackburn Rovers
- Leeds United 3 – 2 Sunderland

## Quatrième tour
Les matches du quatrième tour ont lieu le 29 janvier 1927.
- Darlington 0 – 2 Cardiff City
- Liverpool 3 – 1 Southport
- Preston North End 0 – 3 Middlesbrough
- Southampton 4 – 1 Birmingham
- Reading 3 – 1 Portsmouth
- Sheffield Wednesday 1 – 1 South Shields
  - Match rejoué le 2 février : South Shields 1 – 0 Sheffield Wednesday
- Wolverhampton Wanderers 2 – 0 Nottingham Forest
- Derby County 0 – 2 Millwall
- Fulham 0 – 4 Burnley
- Barnsley 1 – 3 Swansea Town
- West Ham United 1 – 1 Brentford
  - Match rejoué le 2 février : Brentford 2 – 0 West Ham United
- Hull City 1 – 1 Everton
  - Match rejoué le 2 février : Everton 2 – 2 Hull City
    - Match rejoué le 7 février : Hull City 3 – 2 Everton
- Chelsea 7 – 2 Accrington Stanley
- Port Vale 2 – 2 Arsenal
  - Match rejoué le 2 février : Arsenal 1 – 0 Port Vale
- Leeds United 0 – 0 Bolton Wanderers
  - Match rejoué le 2 février : Bolton Wanderers 3 – 0 Leeds United
- Corinthian 1 – 3 Newcastle United

## Cinquième tour
Les matches du cinquième tour ont lieu le 19 février 1927.
- South Shields 2 – 2 Swansea Town
  - Match rejoué le 24 février : Swansea Town 2 – 1 South Shields
- Southampton 2 – 1 Newcastle United
- Reading 1 – 0 Brentford
- Bolton Wanderers 0 – 2 Cardiff City
- Wolverhampton Wanderers 1 – 0 Hull City
- Millwall 3 – 2 Middlesbrough
- Chelsea 2  – 1 Burnley
- Arsenal 2 – 0 Liverpool

## Sixième tour
Les matches du sixième tour ont lieu le 5 mars 1927.
- Millwall 0 – 0 Southampton
  - Match rejoué le 9 mars : Southampton 2 – 0 Millwall
- Chelsea 0 – 0 Cardiff City
  - Match rejoué le 9 mars : Cardiff City 3 – 2 Chelsea
- Swansea Town 1 – 3 Reading
- Arsenal 2 – 1 Wolverhampton Wanderers

## Demi-finales
Les demi-finales ont lieu le 26 mars 1927.
- Cardiff City 3 – 0 Reading
- Arsenal 2 – 1 Southampton

## Finale
| Titulaires : |  |
| |  |
| * Tom Farquharson - James Nelson - Tom Watson - Fred Keenor - Tom Sloan - Billy Hardy - Ernie Curtis - Sam Irving - Hughie Ferguson - Len Davies - George McLachlan |  |
| Entraîneur : |  |
| * Fred Stewart |  |

| Titulaires : |  |
| |  |
| * Dan Lewis - Tom Parker (en) - Andy Kennedy - Alf Baker - Jack Butler - Bob John - Joe Hulme - Charlie Buchan - Jimmy Brain - Billy Blyth - Sid Hoar |  |
| Entraîneur : |  |
| * Herbert Chapman |  |

| Titulaires : |  |
| |  |
| * Tom Farquharson - James Nelson - Tom Watson - Fred Keenor - Tom Sloan - Billy Hardy - Ernie Curtis - Sam Irving - Hughie Ferguson - Len Davies - George McLachlan |  |
| Entraîneur : |  |
| * Fred Stewart |  |

| Titulaires : |  |
| |  |
| * Dan Lewis - Tom Parker (en) - Andy Kennedy - Alf Baker - Jack Butler - Bob John - Joe Hulme - Charlie Buchan - Jimmy Brain - Billy Blyth - Sid Hoar |  |
| Entraîneur : |  |
| * Herbert Chapman |  |